# Elsbeth Ebertin
Elsbeth Ebertin (Görlitz, 14 de mayo de 1880 - Friburgo de Brisgovia, 28 de noviembre de 1944) fue un artista gráfica, escritora y astróloga alemana. Fue la madre del editor y astrólogo Reinhold Ebertin. Para sus escritos utilizó el seudónimo de Elsa Gorlizia. Fue la astróloga más conocida durante la República de Weimar y se le atribuye haber predicho el ascenso de Adolf Hitler.

## Biografía
Nació el 14 de mayo de 1880 en  Görlitz, Alemania. Se interesó por la filosofía y la grafología a una edad temprana y desde 1900 en adelante se desempeñó como escritora para varias revistas. Se convirtió en una conocida publicista de astrología después de Primera Guerra Mundial. 
En 1923, un partidario de Adolf Hitler envió a Ebertin la detallada fecha de nacimiento del futuro líder de 34 años, mientras ocultaba su identidad. Dibujó un horóscopo basado en la fecha de nacimiento dada el 20 de abril de 1889, Sol a 29 ° en Aries. (El Sol de Hitler en realidad se situó en 00 ° 49 'en Tauro). Las declaraciones en este horóscopo se interpretaron más tarde como una predicción del Beer Hall Putsch del 8 de noviembre de 1923. Ebertin, quien fácilmente pudo haber inferido la identidad del sujeto Hitler y sus ideas quedaron muy impresionados, como se puede ver en su publicación del horóscopo en junio de 1923:

Parece casi como si me refiero a, bajo una fuerte influencia aria del destino, el destino destinado al pueblo alemán a sacrificarse y a soportar todo con valentía y valentía, incluso si se tratara de una cuestión de vida o muerte. Pero al menos para dar un impulso a un movimiento de liberación alemán, que luego se escuchará de repente...

En 1926, In the Stars, una adaptación cinematográfica de su novela Der Mars im Todeshaus, fue estrenada en varias ciudades alemanas, según un informe publicado en el número 19 de la revista berlinesa Die Filmwoche. 
En 1935, envió flores y una colección de poemas a Hitler con una dedicatoria personal que decía: «Para el cumpleaños de mi líder, un ramo de poetas alemanes en deferencia y fidelidad, Elsbeth Ebertin, Weinsberg, Heilbronn, 1935.»
Falleció el 28 de noviembre de 1944 en Friburgo de Brisgovia, en un bombardeo de la RAF sobre esa ciudad, conocido como operación Tigerfish, durante la Segunda Guerra Mundial.

## Obras
- Sternblätter  (1915)
- Königliche Nativitäten  (1916)
- Die Nativität Hindenburgs  (1917)
- Ein Blick in die Zukunft. Jahrbuch (1918 ff)
- Sternenwandel und Weltgeschehen  (zusammen mit Ludwig Hoffmann, 1924)
- „Die Macht des Goldes“. Ein Roman von Himmelskräften und Teufelskunst.  1936 (Richard Hummel Verlag)
- Wie die Frauen in der Liebe sind - Graphologische Charakterstudien  (ca. 1910)